# Rebecka Liljeberg
Rebecka (soms Rebecca) Månstråle Liljeberg (Nykvarn bij Södertälje, 13 mei 1981) is een half Finse en half Zweedse actrice.
Liljeberg verliet het ouderlijk huis al toen ze 15 was, om te gaan werken in Stockholm. Ze heeft twee zussen en één broer. Ze zat op verschillende scholen in Stockholm en Nynäshamn, waar de familie verscheidene jaren heeft gewoond.
In Nynäshamn speelde Liljeberg tussen 1993 en 1997 bij amateurtheatergroep 'Nynäshamns Ungdoms Teater'. Ze maakte haar debuut op 9-jarige leeftijd in de televisieserie 'Sunes jul' (1991), maar haar doorbraak kwam pas enkele jaren later met de film Fucking Åmål (1998) van Lukas Moodysson. Hierna speelde Liljeberg nog in verschillende films en televisieseries, vooral in Zweden.
Liljeberg werd in 2002 moeder van een zoon die ze kreeg samen met Alexander Skepp. Hun gezin werd in 2005 uitgebreid met een dochter. Ze studeerde medicijnen aan het Karolinska Instituut. Tegenwoordig is ze kinderarts.

## Filmografie en televisie
- Bear's Kiss (2002): Lola
- Skärgårdsdoktorn (televisieserie, 2000): Robin (1 episode)
- Eva & Adam (televisieserie, 2000): Frida (3 episodes)
- Födelsedagen / The Birthday (2000): Sandra (als Rebecca Liljeberg)
- Sherdil (1999): Sanna (als Rebecca Liljeberg)
- Där regnbågen slutar / Where the Rainbow Ends (1999): Sandra (als Rebecca Liljeberg)
- Fucking Åmål / Show Me Love (1998): Agnes Ahlberg (als Rebecca Liljeberg)
- Längtans blåa blomma (tv-miniserie, 1998): Mally Marelius (als Rebecca Liljeberg)
- Närkontakt / Close Encounter (1997): Nina (korte film)
- Sunes jul (televisieserie, 1991): Sophie (Sofie) Blixt (10 episodes)